# Etapas del ciclo de vida de los trematodos

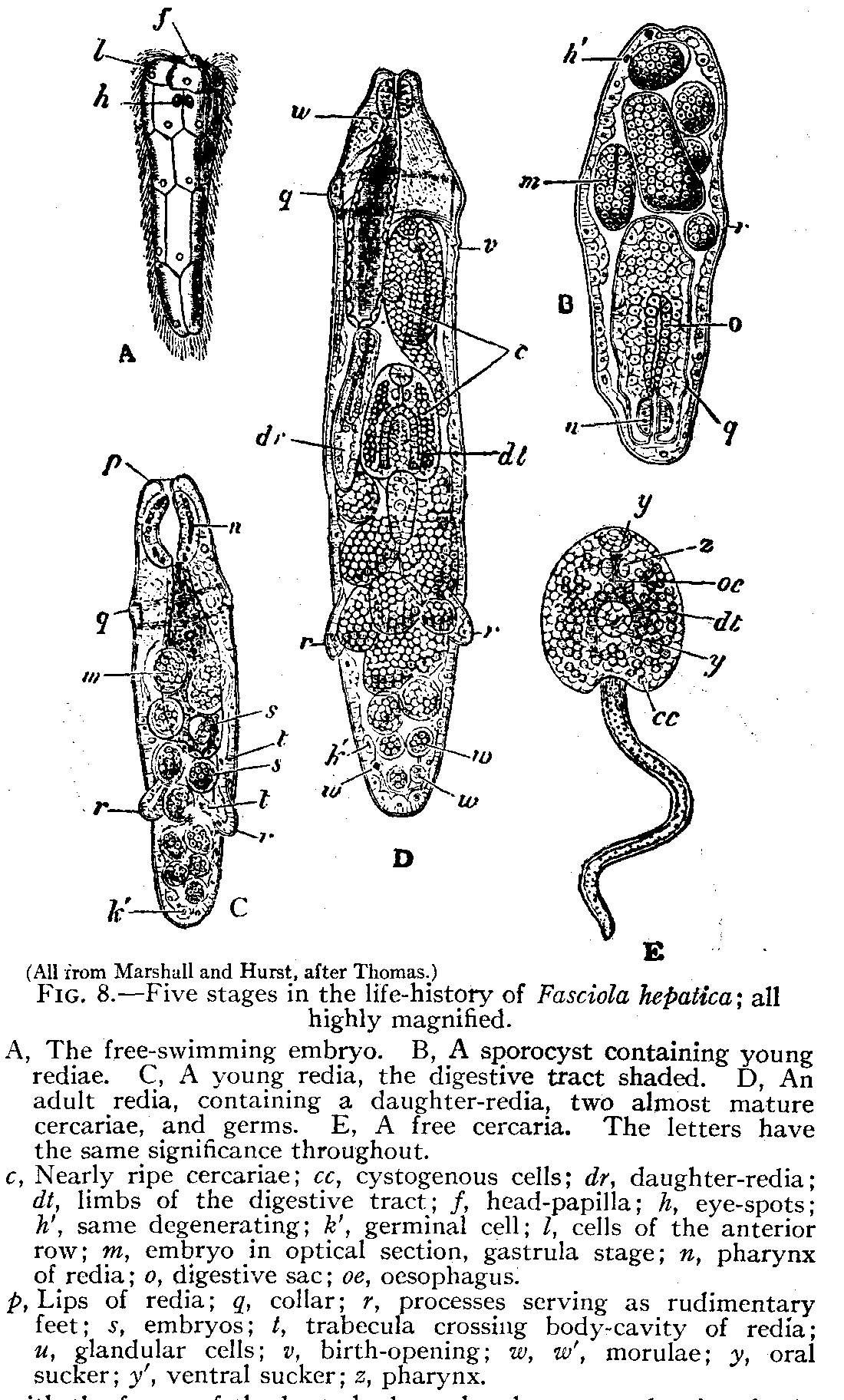
Etapas de la vida del platelminto Fasciola hepatica de la Encyclopædia Britannica de 1911

Los trematodos son platelmintos parásitos de la clase Trematoda, concretamente gusanos parásitos con dos ventosas: una ventral y otra oral. Los trematodos están cubiertos por un tegumento que protege al organismo del medio ambiente y le proporciona funciones de secreción y absorción.
El ciclo de vida de un trematodo típico comienza con un huevo. Algunos huevos de trematodos eclosionan directamente en el medio ambiente (agua), mientras que otros son comidos e incubados dentro de un hospedador, normalmente un molusco. La cría se denomina miracidio, una larva ciliada que nada libremente. Los miracidios crecerán y se desarrollarán dentro del hospedador intermedio en una estructura similar a un saco conocida como esporoquiste o en redias, cualquiera de los cuales puede dar lugar a larvas cercarias móviles que nadan libremente. Las cercarias pueden entonces infectar a un hospedador vertebrado o a un segundo hospedador intermediario. Las metacercarias o mesocercarias adultas, dependiendo del ciclo vital de cada trematodo, infectarán entonces al hospedador vertebrado o serán rechazadas y excretadas a través de las heces o la orina del hospedador rechazado.

## Etapas típicas del ciclo de vida

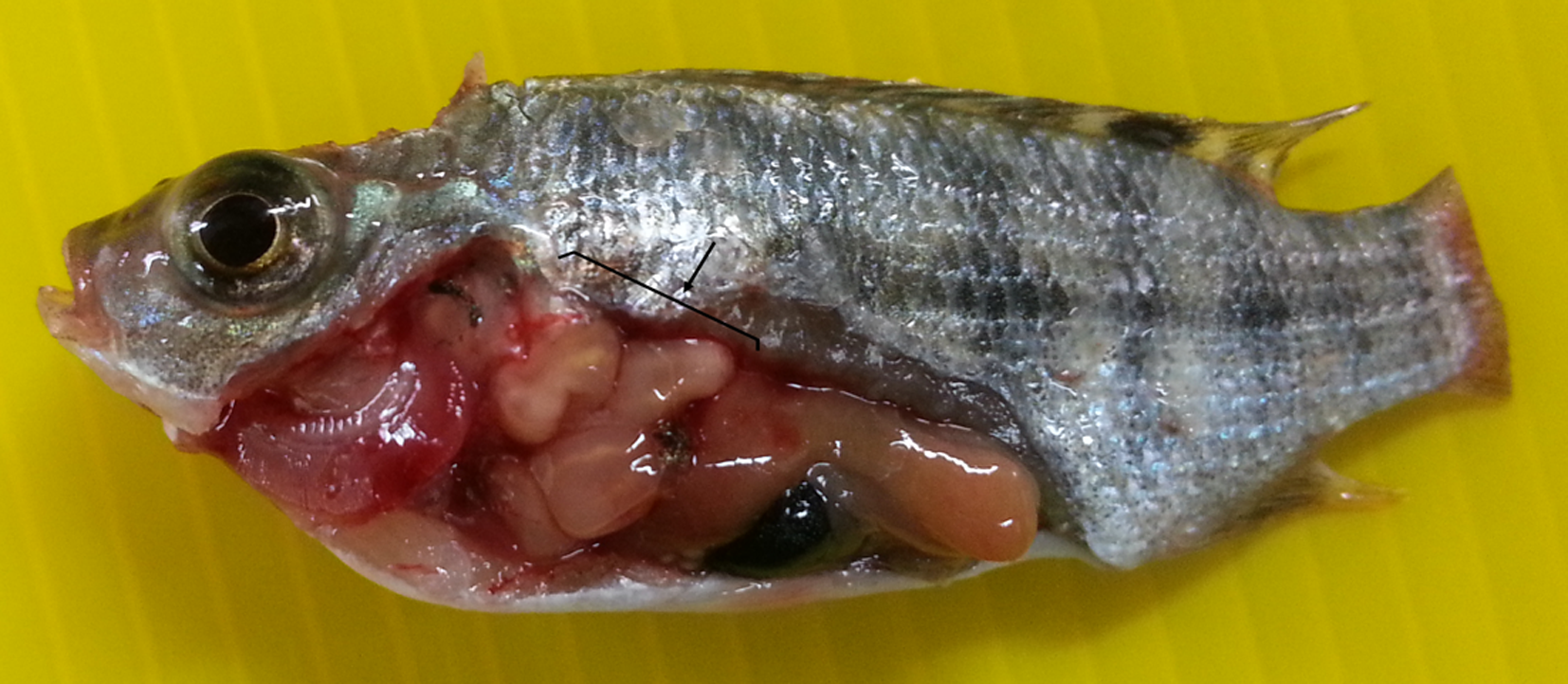
Metacercaria de Clinostomum phalacrocoracis en un pez

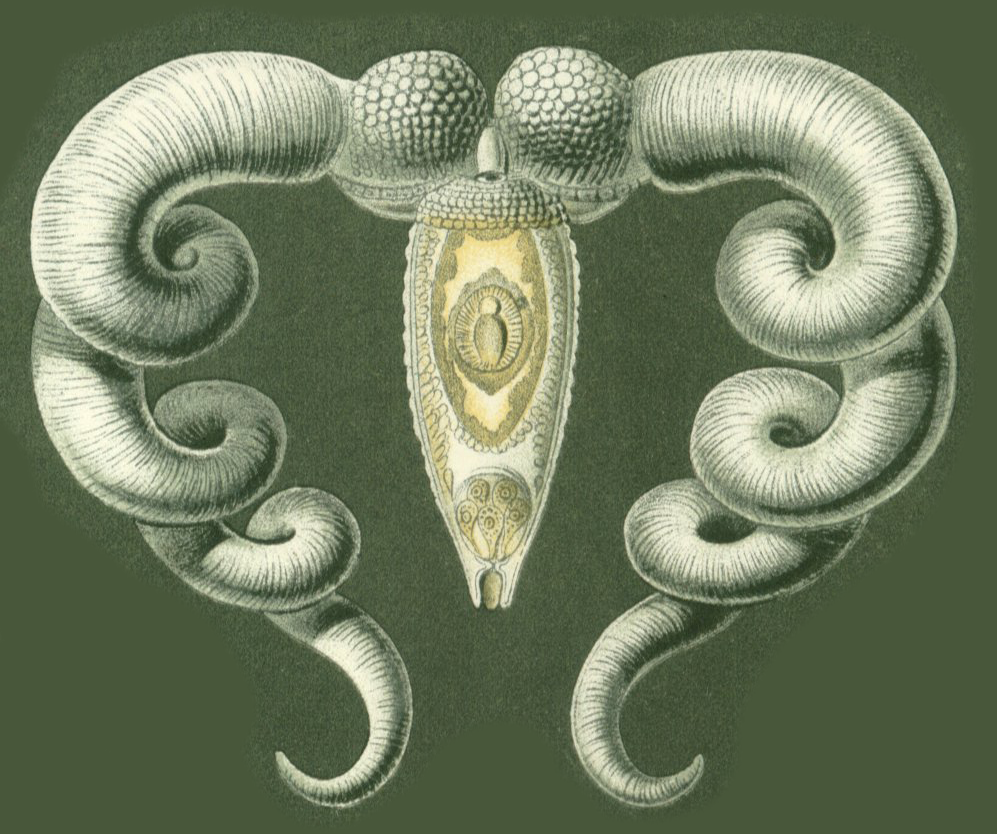
Larva de cercaria bucefálida de Kunstformen der Natur de Ernst Haeckel (1904): Las furcas de la cola dan la impresión de ser cuernos, de ahí el nombre del género Bucephalus que significa "cabeza de buey"

Si bien los detalles varían según la especie, las etapas genéricas del ciclo de vida son:

### Huevo
El huevo se encuentra en las heces, el esputo o la orina del hospedador definitivo. Dependiendo de la especie, será no embrionado (inmaduro) o embrionado (listo para eclosionar). Los huevos de todos los trematodos (excepto los esquistosomas) son operculados. Algunos huevos son ingeridos por el hospedador intermediario (caracol) o eclosionan en su hábitat (agua).

### Miracidio
Los miracidios nacen de huevos en el medio ambiente o en el hospedador intermedio. No tienen boca, por lo que no pueden comer y necesitan encontrar rápidamente un huésped si eclosionan en el medio ambiente. Necesitan energía para desarrollarse en un esporoquiste. El primer hospedador intermediario puede ser diferente para los distintos trematodos.

### Esporoquiste
Los esporoquistes son sacos alargados que producen más esporoquistes o redias. Aquí es donde pueden desarrollarse las larvas.
- Esporoquiste madre: Tienen placas sueltas (cilios) y migran a las gónadas.
- Esporoquiste hijo: Son una producción asexual de cercarias; absorben los nutrientes mientras no tienen boca.

### Redia
Luego que el esporoquiste forma la larva, la misma produce la redia. Poseen una boca lo cual les otorga una ventaja por sobre sus competidores ya que pueden consumirlos y producir más redias o empezar a formar cercarias.

#### Competencia de parásitos en caracoles hospedadores
Pueden producirse coinfecciones de diferentes especies de parásitos dentro del mismo hospedador y provocar la competencia entre las redias y los esporoquistes. No todas las especies de trematodos tienen un estadio de redia; algunas pueden tener sólo un estadio de esporoquiste dependiendo del ciclo de vida. Las redias son dominantes sobre los esporoquistes porque tienen boca y son capaces de comer el alimento de sus competidores o a sus competidores.[cita requerida]

### Cercaria
Es la forma larval del parásito, y se desarrolla dentro de las células germinales del esporoquiste o redia. Una cercaria posee una cabeza cónica con grandes glándulas de penetración. Puede o no tener una larga "cola" natatoria, dependiendo de la especie. La cercaria móvil encuentra y se instala en un huésped donde se convertirá en un adulto, en una mesocercaria o en una metacercaria, según la especie
- Mesocercaria: Se involucran en una fase de enquistamiento en la vegetación o en un tejido del hospedador en el segundo hospedador intermedio. Tienen una cáscara dura y también participan en la transmisión trófica. Aquí es donde el parásito puede infectar al hospedador definitivo porque consume al segundo huésped intermedio que tiene metacercarias en él.[cita requerida]

- Metacercaria: Una cercaria enquistada y descansando. Sólo se da cuando hay 3 ciclos de vida de huéspedes intermedios.

El término Cercaria también se utiliza para denominar un género de trematodos, cuando se desconocen las formas adultas. Este uso se remonta a Müller, en 1773.

### Adulto
La etapa madura completamente desarrollada. Como adulto, es capaz de reproducirse sexualmente.

## Desviaciones del ciclo de vida típico
No todos los trematodos siguen la secuencia típica de huevos, miracidios, esporoquistes, redias, cercarias y adultos. En algunas especies, se omite el estadio de redia y los esporoquistes producen cercarias. En otras especies, la cercaria se convierte en un adulto dentro del mismo hospedador.
Muchos trematodos digénicos necesitan dos hospedadores: uno (normalmente un caracol) en el que se produce la reproducción asexual en esporoquistes, y el otro un vertebrado (normalmente un pez) en el que la forma adulta se reproduce sexualmente para producir huevos. En algunas especies (por ejemplo Ribeiroia) la cercaria se enquista, espera hasta que su huésped es devorado por un tercer huésped, en cuyo intestino emerge y se desarrolla como adulto.
La mayoría de los trematodos son hermafroditas, pero los miembros de la familia Schistosomatidae son dioicos. Los machos son más cortos y robustos que las hembras.

## Representaciones de los ciclos de vida de varias especies de trematodos

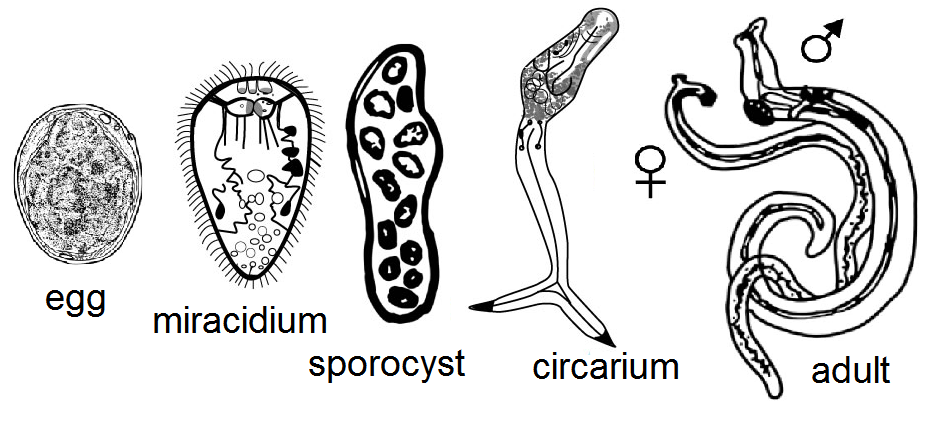
Etapas del ciclo de vida de un parásito digeneo humano, Schistosoma japonicum

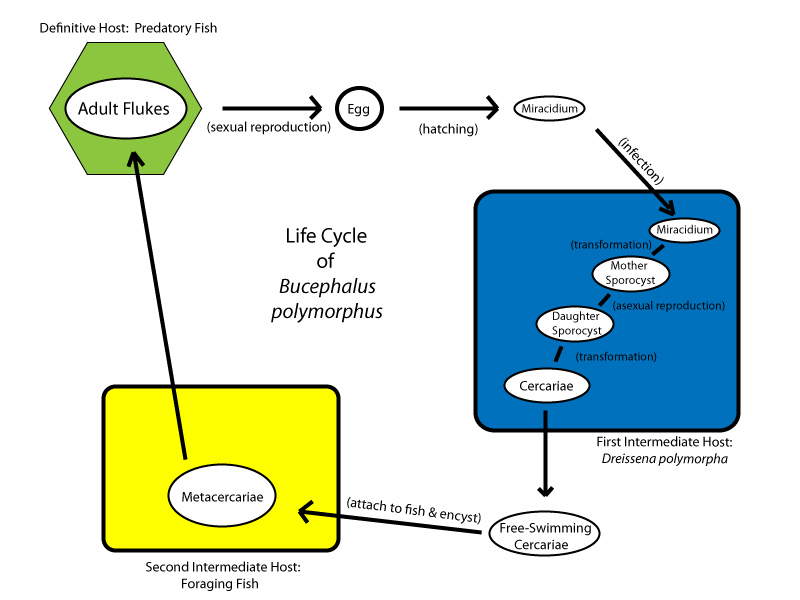
Etapas del ciclo de vida de un parásito digeneo de pez, Bucephalus polymorphus

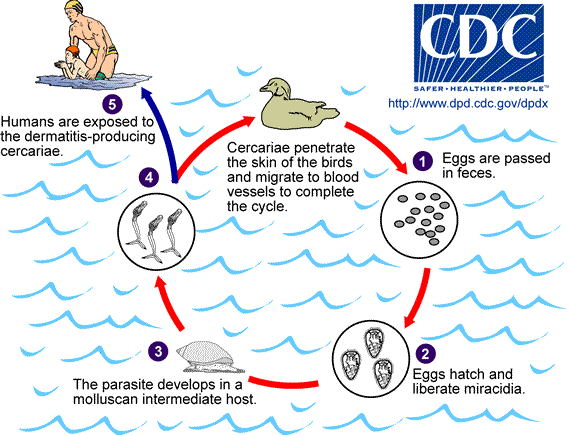
Etapas del ciclo de vida de una especie de trematodo que causa la dermatitis cercarial